# Andreias Calcan
Andreias Cristian Calcan (Slatina, 9 aprile 1994) è un calciatore rumeno, centrocampista del Černo More Varna.

## Palmarès

### Club

#### Competizioni nazionali
- Coppa di Romania: 1

Viitorul Costanza: 2018-2019
- Supercoppa di Romania: 1

Viitorul Costanza: 2019